# 下高津
下高津（しもたかつ）は、茨城県土浦市の町名。現行行政地名は下高津一丁目から下高津四丁目。郵便番号は300-0812。

## 地理
茨城県土浦市の桜川南岸に位置する。土浦市中心市街地の南部にあたる。土浦年金事務所や法務局などの行政機関も多く立地し、土浦市の行政上の中心となっている。

### 世帯数と人口
2019年（平成31年）4月1日現在の世帯数と人口は以下の通りである。
| 丁目         | 世帯数    | 人口    |
| ------------ | --------- | ------- |
| 下高津一丁目 | 527世帯   | 1,097人 |
| 下高津二丁目 | 424世帯   | 770人   |
| 下高津三丁目 | 379世帯   | 682人   |
| 下高津四丁目 | 401世帯   | 852人   |
| 計           | 1,731世帯 | 3,401人 |

### 小・中学校の学区
市立小・中学校に通う場合、学区は以下の通りとなる。
| 丁目   | 番地 | 小学校                 | 中学校                 |
| ------ | ---- | ---------------------- | ---------------------- |
| 一丁目 | 全域 | 土浦市立土浦第二小学校 | 土浦市立土浦第四中学校 |
| 二丁目 | 全域 | 土浦市立下高津小学校   | 土浦市立土浦第四中学校 |
| 三丁目 | 全域 | 土浦市立下高津小学校   | 土浦市立土浦第四中学校 |
| 四丁目 | 全域 | 土浦市立下高津小学校   | 土浦市立土浦第四中学校 |

## 歴史
1977年5月1日に成立した。

## 交通

### バス
| 系統 | 主要経由地                                                                         | 行先                       | 運行会社     |
| ---- | ---------------------------------------------------------------------------------- | -------------------------- | ------------ |
| 循環 | 土浦駅・下高津一・土浦市役所・霞ヶ浦医療センター・高津庁舎・下高津郵便局・銭亀橋南 | 市役所循環                 | キララちゃん |
|      | 土浦駅・富士崎町(関鉄)・市役所入口(関鉄)・国立病院                                 | 土浦駅・国立病院           | ■関鉄        |
|      | 土浦駅・亀城公園前・土浦一中前・国立病院入口・土浦四中入口・天川団地入口・学園並木 | 土浦駅西口・水海道駅       | ■関鉄        |
|      | 土浦駅・亀城公園前・土浦一中前・国立病院入口・土浦四中入口・天川団地入口・大房     | 土浦駅西口・荒川沖駅西口   | ■関鉄        |
|      | 土浦駅・亀城公園前・下高津入口・土浦酪農前・下高津小学校下・土浦養護学校           | 土浦駅西口・つくばセンター | ■関鉄        |
|      | 土浦駅・亀城公園前・イオンSC                                                       | 土浦駅西口・イオンSC       | JRバス       |

### 道路
- 国道6号土浦バイパス
- 国道354号
- 茨城県道123号土浦坂東線

## 施設

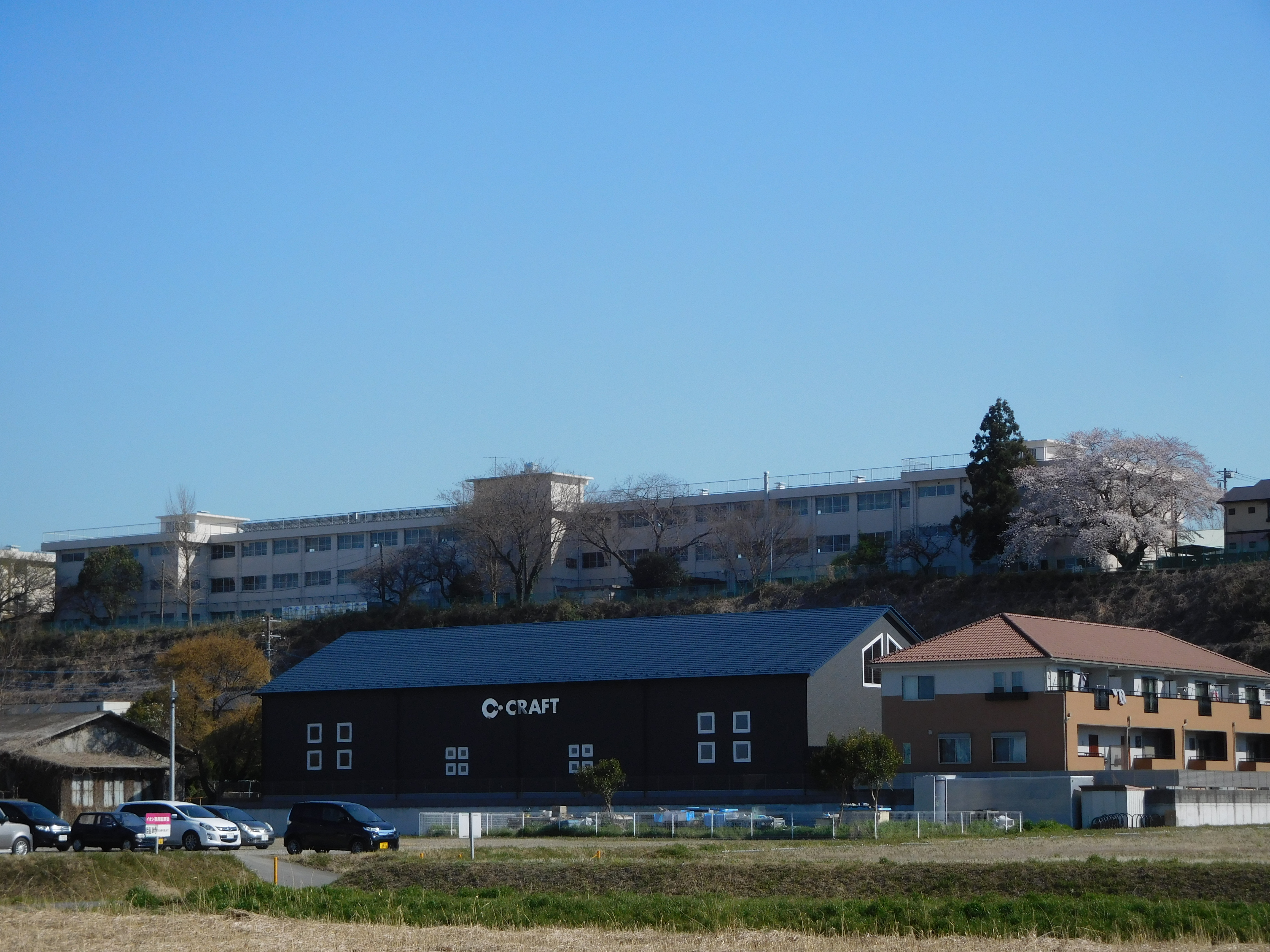
土浦市立下高津小学校

- 旧土浦市役所
- 土浦保健所
- 法務局土浦支局
- 霞ヶ浦導水工事事務所
- 土浦市立下高津小学校
- 国立病院機構霞ヶ浦医療センター
- 土浦市土浦保健センター
- 土浦年金事務所
- 土浦下高津郵便局
- 常福寺